# Acanthorhodeus
Genre
Acanthorhodeus est un genre de poissons téléostéens de la famille des Cyprinidae et de l'ordre des Cypriniformes.
Ce genre est considéré non valide par WoRMS, il doit être intégré au genre Acheilognathus Bleeker, 1859.

## Liste des espèces
Selon FishBase (2 janvier 2020) :
- Acanthorhodeus chankaensis (Dybowski, 1872)

Selon ITIS (2 janvier 2020) :
- Acanthorhodeus asmussii (Dybowski, 1872)
- Acanthorhodeus gracilis Regan, 1908